# 버나드 메이도프

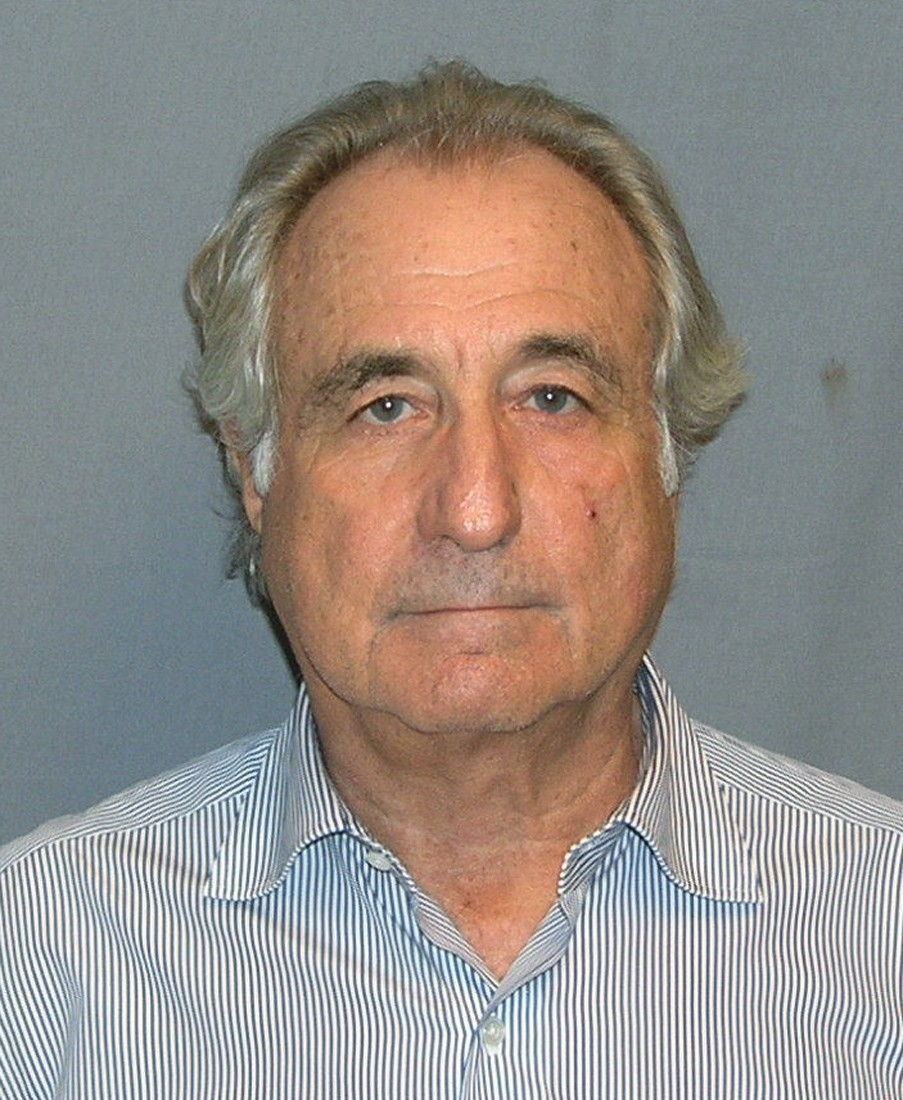
버나드 로렌스 메이도프

버나드 로런스 "버니" 메이도프(영어: Bernard Lawrence "Bernie" Madoff, 1938년 4월 29일~2021년 4월 14일)는 전직 미국 증권 중개인, 투자 상담사, 나스닥 외부 이사를 역임하였으며 역사상 최대 규모의 폰지 사기 주동자로 알려져 있다.
2009년 3월 메이도프는 연방법 중 11가지를 위반했다는 혐의와 수 천명의 투자자들에게서 650억 달러(한화 약 72조원)에 이르는 돈을 폰지 사기를 통해 경영 자산으로 만들었다는 혐의에 대해 유죄 판결을 받았다. 메이도프 자신이 폰지 사기를 1990년대 초부터 시작했다고 밝혔지만 연방검사들은 메이도프가 주장하는 것보다 훨씬 이른 시기인 1970년대부터 불법적으로 투자금을 모아왔다고 주장했으며 따라서 이 시기의 투자금은 한 번도 기소된 적이 없다고 주장하고 있다. 사기로 벌어들인 돈을 포함하여 고객 계좌의 손실 총액은 72조원에 이른다. 법정 관리 이사회는 투자자들의 실제 손실액은 180억 달러(한화 약 21조원)라고 추산했고 2009년 6월 29일 그는 최고 150년 형을 선고받았다.
2021년 4월 14일 미연방교도소에서 복역 중 82세의 나이로 사망했다. 사후 유대계 미국인 중에서는 이례적으로 화장되었고, 여타 가족 및 친척들도 여러 비극에 시달리기도 했다.

## 같이 보기
- 화이트 칼라 범죄